# Walker Percy
Walker Percy, OSB (Birmingham, 28 de maio de 1916 — Covington, 10 de maio de 1990) foi um escritor estadunidense, tendo entre seus interesses a filosofia e a semiótica. Percy é conhecido por seus romances filosóficos ambientados em Nova Orleans e arredores; seu primeiro romance, The Moviegoer, ganhou o Prêmio Nacional de Livros de Ficção dos Estados Unidos.

## Carreira
Formando como médico na Universidade de Columbia, Percy decidiu se tornar um escritor após um surto de tuberculose. Ele dedicou sua vida literária à exploração de "o deslocamento do homem na era moderna". Seu trabalho exibe uma combinação de questionamento existencial, sensibilidade sulista e profunda fé católica. Ele teve uma longa amizade com o escritor e historiador Shelby Foote e passou grande parte de sua vida em Covington, Louisiana, onde morreu de câncer de próstata em 1990.

## Trabalhos

### Romances
- The Moviegoer. New York: Knopf, 1961; Avon reimpresso em 1980 - vencedor do National Book Award.[5]
- The Last Gentleman. New York: Farrar, Straus, 1966; reimpresso Avon, 1978.
- Love in the Ruins: The Adventures of a Bad Catholic at a Time Near the End of the World. New York: Farrar, Straus, 1971; reimpresso Avon, 1978.
- Lancelot. New York: Farrar, Straus, 1977.
- The Second Coming. New York: Farrar, Straus, 1980.
- The Thanatos Syndrome. New York: Farrar, Straus, 1987.

### Não ficção
Vários dos textos a seguir são meros panfletos, reimpressos em Signposts in a Strange Land (ed. Samway).
- The Message in the Bottle: How Queer Man Is, How Queer Language Is, and What One Has to Do with the Other. New York: Farrar, Straus, 1975.
- Going Back to Georgia. Athens: University of Georgia, 1978 (também em Signposts, 1991.)
- Questions They Never Asked Me. Northridge, California: Lord John Press, 1979 (também em Signposts, 1991.)
- Bourbon. Winston-Salem, North Carolina: Palaemon Press, 1982 (também em Signposts, 1991.)
- Lost in the Cosmos: The Last Self-Help Book. New York: Farrar, Straus, 1983.
- How to Be an American Novelist in Spite of Being Southern and Catholic. Lafayette: University of Southwestern Louisiana, 1984 (também em Signposts, 1991.)
- The City of the Dead. Northridge, California: Lord John Press, 1985 (também em Signposts, 1991.)
- Conversations with Walker Percy. Lawson, Lewis A., and Victor A. Kramer, eds. Jackson: University Press of Mississippi, 1985.
- Diagnosing the Modern Malaise. New Orleans: Faust, 1985. (também em Signposts, 1991.)
- Novel-Writing in an Apocalyptic Time. New Orleans: Faust Publishing Company, 1986. (também em Signposts, 1991.)
- State of the Novel: Dying Art or New Science. New Orleans: Faust Publishing Company, 1988. (Also in Signposts, 1991.)
- Signposts in a Strange Land. Samway, Patrick, ed. New York: Farrar, Straus, 1991.
- More Conversations with Walker Percy. Lawson, Lewis A., and Victor A. Kramer, eds. Jackson: University Press of Mississippi, 1993.
- A Thief of Peirce: The Letters of Kenneth Laine Ketner and Walker Percy. Samway, Patrick, ed. Jackson: University Press of Mississippi, 1995.
- The Correspondence of Shelby Foote and Walker Percy. Tolson, Jay, ed. New York: Center for Documentary Studies, 1996.
- Symbol and Existence: A Study in Meaning: Explorations of Human Nature by Walker Percy. Editado por Ketner, Kenneth Laine, Karey Lea Perkins, Rhonda Reneé McDonell, Scott Ross Cunningham. Macon, GA: Mercer University Press, 2019. Livro inédito de Percy sobre sua teoria de trabalho.